# Latosaari (ö i Birkaland, Tammerfors, lat 61,68, long 24,21)
Latosaari är en ö i Finland. Den ligger i sjön Pukala och i kommunen Orivesi i den ekonomiska regionen Tammerfors och landskapet Birkaland, i den södra delen av landet, 170 km norr om huvudstaden Helsingfors. Öns area är 0,6 hektar och dess största längd är 90 meter i sydväst-nordöstlig riktning.